# Skurestribe
Skurestriber eller istidsfurer er de ridser eller nedslibninger, som er skåret ned i klippegrunden (eller på kampesten) ved den proces, der kaldes istidsabration. Skurestriber viser sig ofte som flere rette og parallelle furer, der afslører bevægelsen i gletsjerens sedimentfyldte bund. De store mængder af groft grus og kampesten, der føres frem under gletsjeren, giver den ruhed, som kan skabe furerne, og de finere partikler i morænematerialet skurer og polerer klippegrunden. De fleste skurestriber blev blotlagt, da gletsjerne trak sig tilbage efter det sidste istidsmaksimum eller efter den lille istid.
Man kan se et ekstremt eksempel på skurestriber ved ”Istidsfurerne” på Kelleys Island, Ohio, USA, hvor den mest imponerende er den 120 m lang, 11 m bred og 3 m dyb.  Disse furer er dannet i overfladen af kalkstensklipper. I Danmark kan man se tilsvarende, men betydeligt mindre striber på klipperne nær Hammershus og mange løse kampesten har nedslidte flader med dybe furer, som skyldes, at de har været fastfrosset i bunden af en gletsjer.

## Eksterne links
- Ohio Historical Society: Glacial Grooves Arkiveret 20. juni 2005 hos  Wayback Machine